# Мацкули
Мацку́ли — село в Україні, у Новоборисівській сільській громаді Роздільнянського району Одеської області. Населення становить 85 осіб.
До 17 липня 2020 року було підпорядковане Великомихайлівському району, який був ліквідований.

## Населення
Згідно з переписом 1989 року населення села становило 104 особи, з яких 47 чоловіків та 57 жінок.
За переписом населення 2001 року в селі мешкало 85 осіб.

### Мова
Розподіл населення за рідною мовою за даними перепису 2001 року:
| Мова       | Чисельність | Відсоток |
| ---------- | ----------- | -------- |
| українська | 79          | 92,94%   |
| румунська  | 5           | 5,88%    |
| російська  | 1           | 1,18%    |
| Усього     | 85          | 100%     |